# 河川沙塘鱧
河川沙塘鳢（学名：Odontobutis potamophila）为塘鳢科沙塘鳢属的一种淡水鱼类。分布于中国和越南。在中国分布于长江中下游及其支流、钱塘江水系和闽江水系等。